# Râul Ereș
Râul Ereș este un curs de apă afluent al râului Valea Limpede.

## Hărți
- Harta județului Maramureș
- Harta muntii Gutâi  Arhivat în 4 martie 2016, la Wayback Machine.